# Притвор

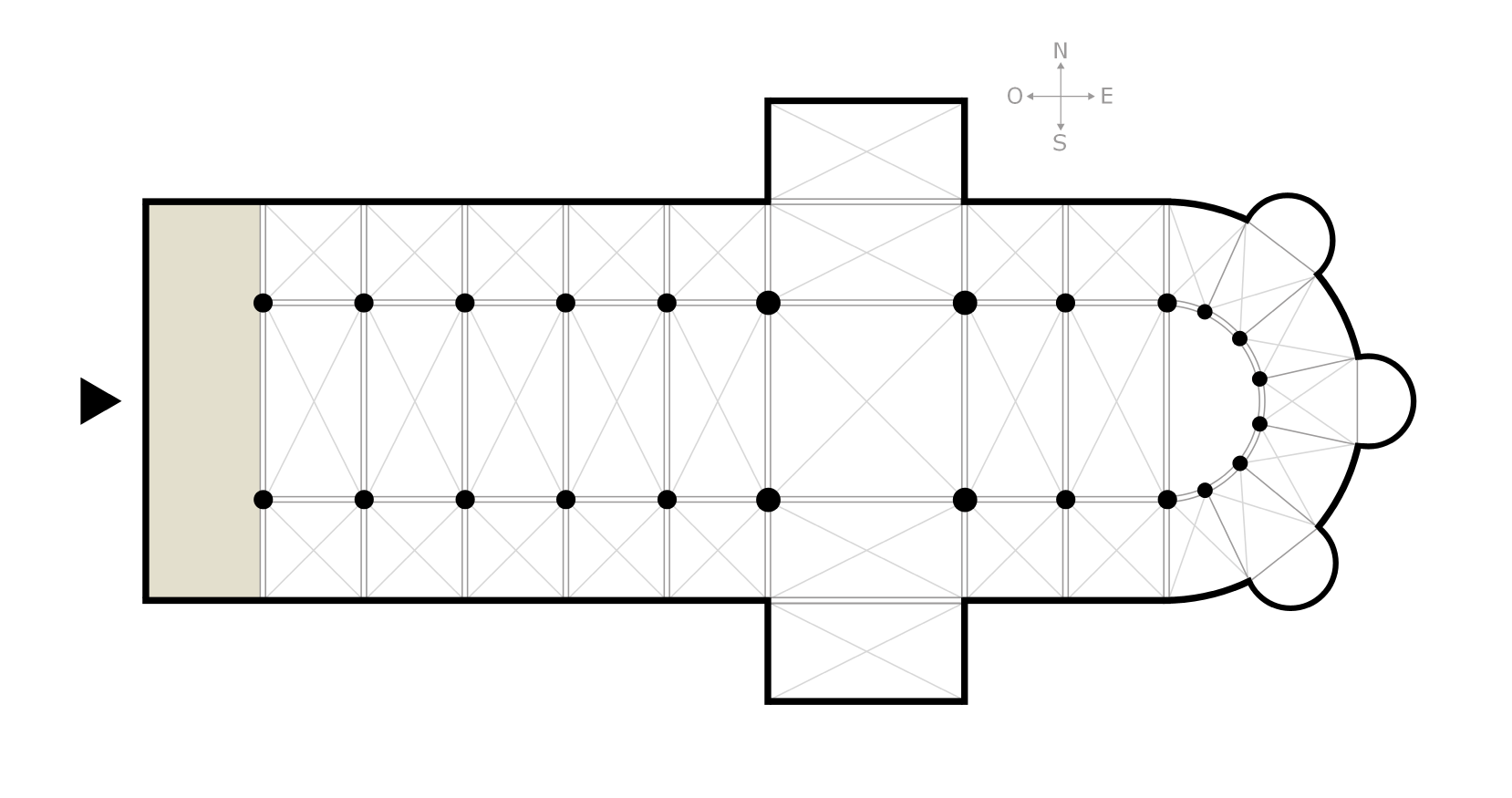
Нартекс на условной схеме западноевропейского храма

Притво́р (от др.-рус. и ст.-слав. притворъ — ’пристройка‘) — пристройка перед входом в храм (композиционно притвор можно соотнести с прона́осом, передней проходной частью античного храма). Обычно примыкает к западной стороне христианского храма. В XII веке на Руси возник новый тип храма с тремя притворами: с западной, южной и северной сторон храма. Обычно отделяется от храма стеной с дверным проёмом, аркой или колоннами.
Известен с IV—VI вв. под названием на́ртекс (от греч. νάρθηξ — ларчик, шкатулка): последний располагается с западной стороны и изнутри полностью открыт в основной объём храма.
Функционально эта часть храма соответствует двору ветхозаветной скинии, куда могли входить, кроме иудеев, также язычники. В притвор христианского храма могли входить не только оглашенные и кающиеся, известные под именем «слушающие», но также и иудеи (по крайней мере, с IV века), еретики, раскольники и язычники, для слушания слова Божия и поучения. В древности в притворе устраивалась крещальня — купель для крещения.
В древности в русских храмах часто притворов не было вовсе. Это связано с тем, что ко времени принятия Русью христианства в церкви уже строго не отделялись оглашенные, то есть готовящиеся принять крещение, и кающиеся. К этому времени людей уже крестили, как правило, в младенческом возрасте, причём крещение взрослых иностранцев было не так часто, чтобы ради этого делать притворы. Те христиане, которые за греховное поведение или проступки получили церковное наказание — епитимию, стояли некоторую часть церковной службы у западной стены храма или на паперти.
Впрочем, в дальнейшем возобновилось массовое строительство притворов. Собственное название этой части храма — трапезная, поскольку раньше в ней устраивались угощения для нищих в праздничные дни или дни поминовения усопших. Теперь почти все православные храмы имеют притворы.
В настоящее время по Типикону они имеют богослужебное значение: здесь совершаются литии во время всенощного бдения, повечерие, полунощница и оглашение, панихиды по усопшим. В притворе даётся очистительная молитва родительнице на 40-й день после родов: без неё невозможно входить в храм. Иногда в притворе, например, в монастырях, устраивается трапеза после литургии, подобно тому, как в древности здесь же, вслед за таинством причащения, для всех верующих приготовлялся ужин или вечеря любви. Дозволяется мирянам приносить в притвор в день Пасхи куличи, сыр и яйца для освящения.
Вход в притвор с улицы устраивается в виде паперти — площадки перед входными дверями, на которую ведут несколько ступеней.